# Ново-Вирье
Ново-Вирье (хорв. Novo Virje) — община и одноимённый посёлок на севере Хорватии, в  Копривницко-Крижевацкой жупании. Община состоит только из посёлка Ново-Вирье, других населённых пунктов в неё не входит. Население — 1218 человек (2011). Подавляющее большинство населения — хорваты (99 %). 
Ново-Вирье находится в 8 км на северо-восток от Джурджеваца и в километре от основного русла Дравы. Территория общины расположена на плодородной Подравинской низменности, Ново-Вирье окружёно сельскохозяйственными угодьями, большинство жителей занято в сельском хозяйстве и пищевой промышленности. Посёлок соединён с Джурджевацем местной дорогой.